# Сайун (аэропорт)
Аэропорт Сайун-Хадрамаут (ИАТА: GXF, ИКАО: OYSY) — аэропорт в Сайун, Хадрамаут, Йемен.

## История
По состоянию на начало 2016 года все рейсы авиакомпании Yemenia выполнялись через внутренний аэропорт Биша. Однако Yemenia не имеет права перевозить пассажиров из данного аэропорта. По состоянию на март 2018 года Yemenia выполняла только два рейса: в Амман и Каир.
До ноября 2017 года это был единственный действующий аэропорт в Йемене, из-за воздушной блокады международного аэропорта Саны и беспорядков в международном аэропорту Адена